# Eva von der Osten

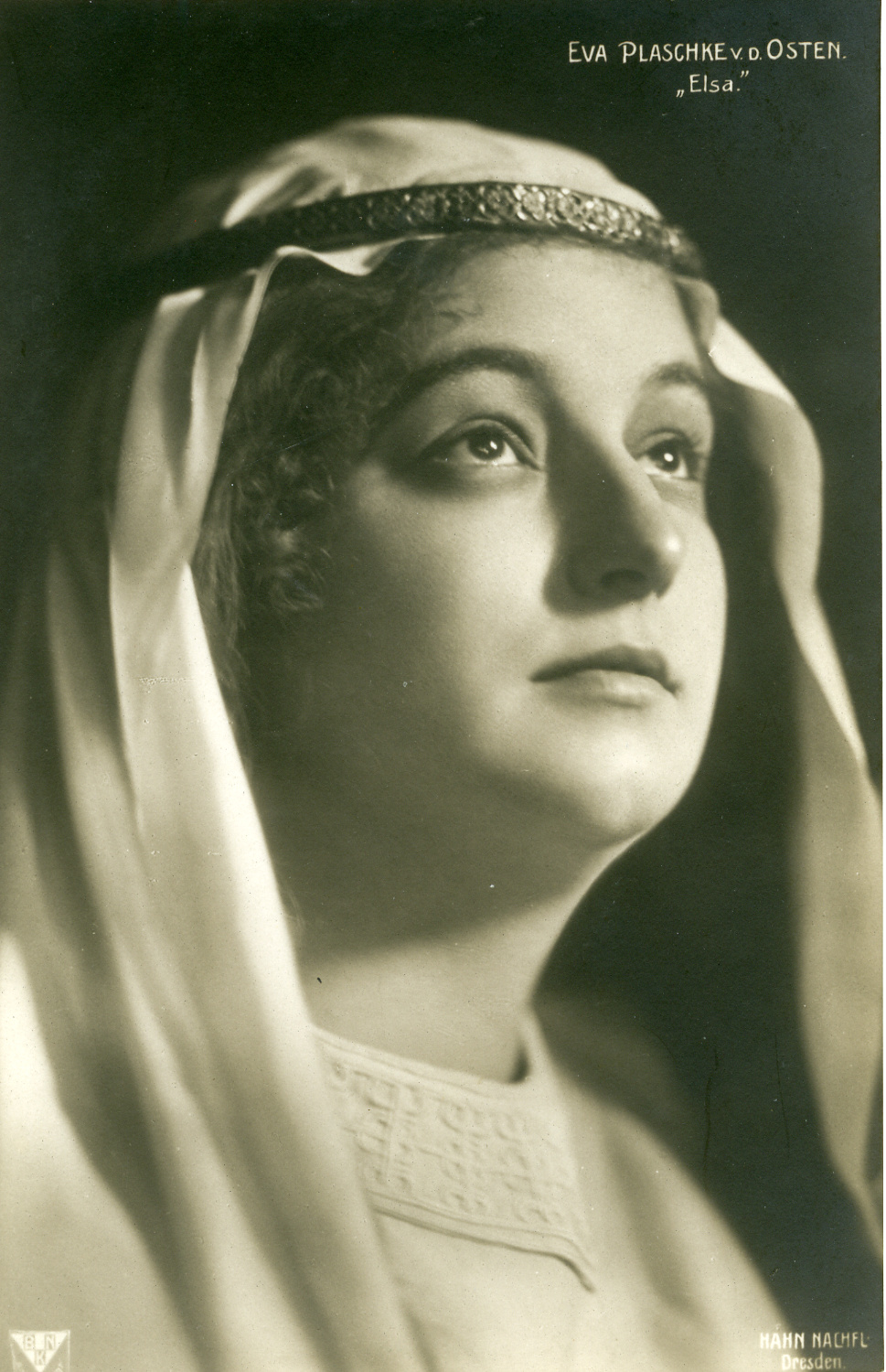
Eva von der Osten als Elsa (Lohengrin)

Eva Helga Bertha von der Osten (Helgoland, 19 augustus 1881 – Hartha, 5 mei 1936) was een Duitse operazangeres. Als sopraan was ze gedurende haar hele loopbaan verbonden aan de opera van Dresden. Sinds haar huwelijk in 1911 met de bariton Friedrich Plaschke trad ze op onder de naam Eva Plaschke-von der Osten.
Eva von der Osten werd geboren op het eiland Helgoland, als dochter van Emil von der Osten en Rosa Hildebrandt, die beiden acteur waren. Zij kreeg haar zangopleiding in Dresden en debuteerde in 1902 bij de Dresdner Hofoper in de rol van de page Urbain in De Hugenoten. Ze baarde in 1908 voor het eerst opzien met de rol van Tatjana uit Jevgeni Onegin. In 1911 zong ze de rol van Octavian bij de wereldpremière van Der Rosenkavalier van Richard Strauss, die ze later dat jaar ook bij de Nederlandse première en in 1913 bij de Londense première vertolkte. In het seizoen 1923-24 toerden zij en haar echtgenoot met de German Opera Company door Amerika, waar ze de Wagnerrollen van Isolde en Sieglinde zong. 
In 1930 zong ze als Brünnhilde (Die Walküre) haar laatste rol. Als regisseuse bleef ze verbonden aan de Staatsoper (de voortzetting van de Hofoper): in 1933 verzorgde ze in die functie de wereldpremière van Richard Strauss' Arabella.
Van Eva von der Osten zijn verschillende geluidsopnamen bewaard gebleven, waaronder fragmenten van haar Octavian-vertolking.
Eva van der Osten was de oudere zus van Vali (Vally) von der Osten (1882-1923), die eveneens operazangeres zou worden en de tante van diens zoon Wolfgang Windgassen (1914-1974), wederom een operazanger.